# Felix Baumgartner
(Felix Baumgartner)
Felix Baumgartner, conosciuto anche col soprannome B.A.S.E. 502 (Salisburgo, 20 aprile 1969 – Porto Sant'Elpidio, 17 luglio 2025), è stato un paracadutista e base jumper austriaco.

## Biografia

### Carriera sportiva
Nel gennaio 2010 si venne a sapere che Baumgartner con un team di scienziati stava per tentare il record del salto più alto in caduta libera: l'obiettivo era saltare da 36600 m attrezzato di una speciale tuta simile a quella in dotazione agli astronauti, lanciandosi da una capsula sospesa da un pallone riempito di elio, con l'intenzione di diventare il primo paracadutista a rompere il muro del suono oltre a superare il record di salto da più in alto con paracadute detenuto da Joseph Kittinger da 31300 m ottenuti nel 1960.
L'impresa avrebbe dovuto aver luogo nel 2011. Il 12 ottobre 2010 la Red Bull ha annunciato che stava mettendo il progetto in attesa, dopo che Daniel Hogan ha intentato una causa presso la Corte Superiore della California a Los Angeles, sostenendo di aver avuto l'idea originale di lanciarsi col paracadute dallo spazio nel 2004 e che la Red Bull gli aveva rubato l'idea. La causa è stata risolta in via extragiudiziale nel giugno 2011. Il 5 febbraio 2012 il Daily Telegraph ha riferito che il progetto sarebbe ripreso.
Il 15 marzo 2012 Baumgartner ha completato il primo dei due salti di prova da 21818 m. Durante il salto ha trascorso circa tre minuti e 43 secondi in caduta libera raggiungendo una velocità di oltre 1100 km/h, prima di aprire il suo paracadute. In totale il salto è durato circa otto minuti e otto secondi e Baumgartner è diventato la terza persona a paracadutarsi in modo sicuro da una altezza di oltre 21,7 km.

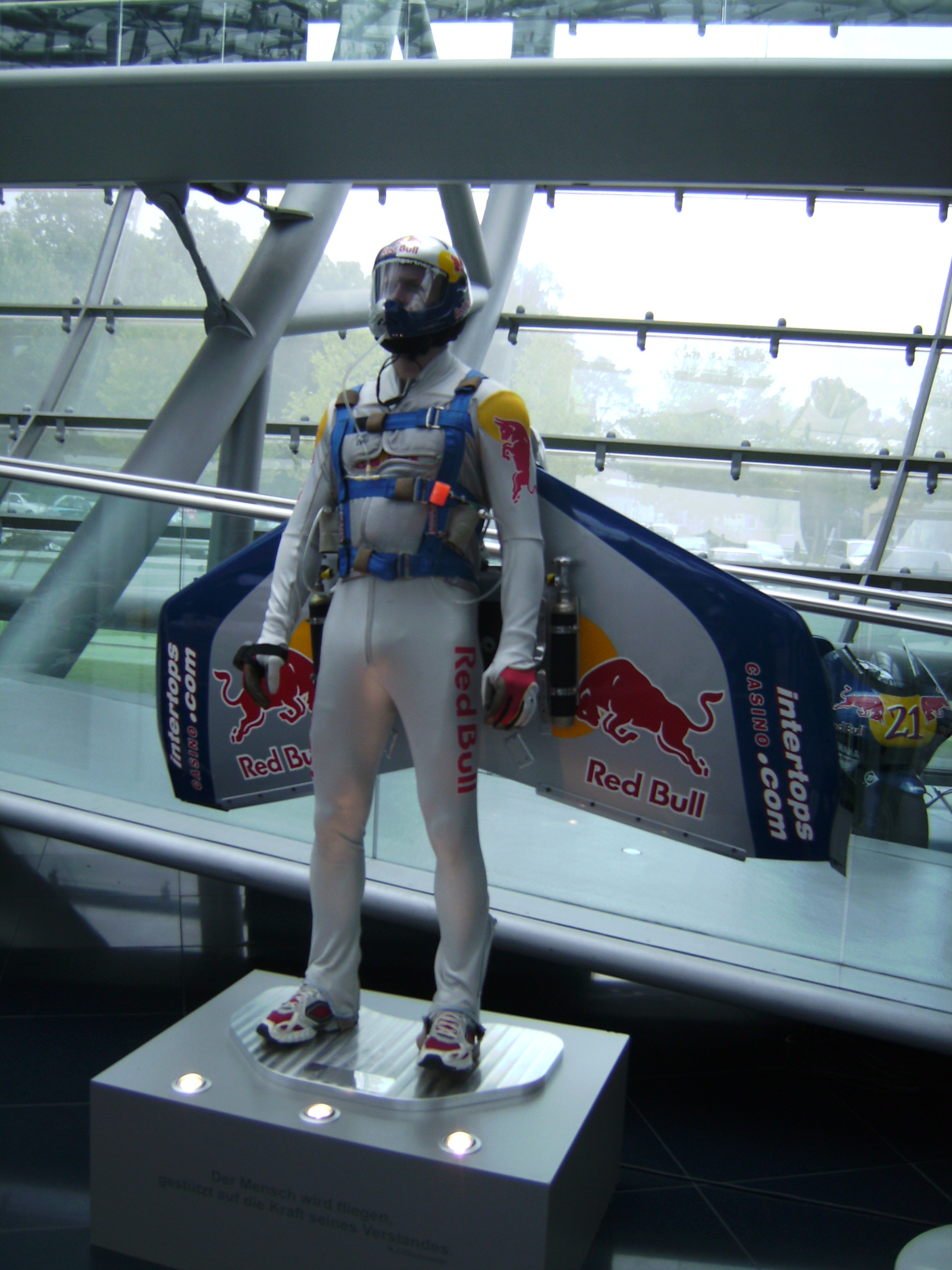
La tuta alare utilizzata da Felix Baumgartner per attraversare La Manica.

Il 25 luglio 2012 Baumgartner ha completato il secondo di due salti di prova previsti lanciandosi da 29460 m. Ci sono voluti circa 90 minuti per raggiungere l'altitudine di lancio e la sua caduta libera è durata tre minuti e 48 secondi prima di aprire il suo paracadute. Baumgartner è atterrato in sicurezza nei pressi di Roswell nel Nuovo Messico. Brian Utley, osservatore ufficiale sul posto, ha dichiarato che la velocità massima è stata di circa 862 km/h. Si trattava del record personale di Baumgartner.
Il salto definitivo era previsto per il mese di agosto del 2012, ma è stato rinviato all'autunno dello stesso anno a causa dei danni riportati dalla capsula durante l'atterraggio del secondo salto di prova. Felix Baumgartner e la sua squadra hanno annunciato che il lancio si sarebbe dovuto tenere l'8 ottobre con partenza da una base nel deserto del Nuovo Messico, nei pressi di Roswell. Il 5 ottobre 2012, causa maltempo, il tentativo di salto è stato rimandato e riprogrammato all'alba del 9 ottobre. A causa del forte vento che impediva il corretto gonfiaggio del pallone a elio il lancio è stato spostato alle 16:30 (UTC) del 14 ottobre. Alle ore 19:09 UTC si è lanciato da quota 38969,4 m superando la velocità del suono e arrivando alla velocità massima di 1357,64 km/h ovvero Mach 1,24.
La missione si è conclusa con successo, quindi senza danni, stabilendo tre record: l'altezza massima raggiunta da un pallone aerostatico con equipaggio, l'altezza maggiore di un lancio da pallone aerostatico e la velocità massima raggiunta da un uomo in caduta libera. Il record di durata di caduta libera è invece rimasto a Joe Kittinger, che lo stava guidando da terra. Il 24 ottobre 2014 il record di altezza maggiore di un lancio da pallone aerostatico è stato battuto da Alan Eustace, vicepresidente di Google che si è lanciato da una altezza di 41 419 metri.
Inaspettatamente è stato realizzato anche un altro record, il maggior share della televisione austriaca (59%, con più di 3 milioni di spettatori) e di YouTube, con più di 8 milioni di spettatori collegati a seguire l'evento in diretta.
Alla fine di ottobre 2012 Baumgartner dichiara di essersi ritirato dal mondo delle sfide estreme.

### Morte
Il 17 luglio 2025, Baumgartner è deceduto all’età di 56 anni in seguito a un malore durante un volo in parapendio motorizzato nella zona di Porto Sant'Elpidio, in Italia. Lo sportivo si è schiantato su una struttura di legno nei pressi di una piscina. Vana l’intenzione dei soccorritori di trasferirlo in eliambulanza all’ospedale Torrette di Ancona, essendone già sopravvenuta la morte.
Una donna presente nei pressi della struttura è rimasta ferita ma non gravemente. Le autorità locali, tra cui il sindaco di Porto Sant’Elpidio, hanno confermato che il decesso del campione austriaco è avvenuto sul colpo.

## Controversie
- In un'intervista al quotidiano austriaco Kleine Zeitung, subito dopo aver annunciato il suo ritiro dagli sport estremi, Baumgartner ha dichiarato di non voler intraprendere una carriera politica come il connazionale Arnold Schwarzenegger. Ha giustificato questa scelta asserendo che "in democrazia non è possibile smuovere nulla", mentre sarebbe opportuna una "dittatura moderata" sotto la "guida di un paio di personalità provenienti dall'economia privata".[11]

- Il 6 novembre 2012 Baumgartner è stato condannato al pagamento di una multa di 1500 € per lesioni ai danni di un camionista greco.[12]

- Baumgartner ha suscitato spesso scandali e polemiche tramite la sua pagina Facebook. Il 25 gennaio 2016 ha fatto molto discutere un suo post contro l'immigrazione di massa: fu attaccato da diversi media e politici austriaci, mentre fu difeso dal leader della Fpö Heinz-Christian Strache.[13] Nel suo post di risposta ai critici, Baumgartner non ha ritrattato le sue affermazioni e ha inoltre attaccato le politiche di Barack Obama, in particolare l'utilizzo dei droni, mentre ha lodato il primo ministro ungherese Viktor Orbán per le sue leggi contro l'immigrazione.[14]

- Nell'aprile del 2016 Baumgartner ha appoggiato pubblicamente la candidatura di Norbert Hofer (Fpö) in occasione delle elezioni presidenziali austriache.